# Галлипольская митрополия
Галлипольская и Мадитская митрополия (греч. Ιερά Μητρόπολη Καλλιπόλεως και Μαδύτου) — историческая епархия Константинопольской православной церкви на территории Галлипольского полуострова в Малой Азии на побережье Мраморного моря с центром в городе Галлиполь (ныне Гелиболу в Турции).
В настоящее время титулярная кафедра для викарных епископов Константинопольского патриархата.
Епархия известна с IV века, когда на тот период времени входила в состав Ираклийской митрополии.
В X веке к епископии были присоединены приходы в районе города Мадиту. В XIII веке статус епископии был поднят до митрополии.
В 1924 году, в связи с обменом греческим и турецким населением между Турцией и Грецией, кафедра прекратила своё существование и перешла в разряд титулярных.
С 2011 года к титулу митрополита прибавлен титул ипертима и экзарха Фракийского полуострова (греч. Ο Καλλιουπόλεως και Μαδύτου, υπέρτιμος και έξαρχος Θρακικής χερσονήσου).

## Епископы
- Иоаким Галлипольский (1795 — †декабрь 1834)
- Григорий (Пумпурас) (январь 1835— 28 декабря 1880)
- Аверкий Мгленский[болг.] (3 января 1881 — 5 февраля 1891)
- Фотий (Вуюкас) (16 февраля 1891 — † январь 1892)
- Дорофей (Маммелис) (10 марта 1892 — 7 декабря 1896)
- Иероним (Горгиас) (31 мая 1897 — 9 июля 1909)
- Панарет (Петридис) (14 июля 1909 — 12 августа 1910)
- Калиник (Георгиадис) (12 августа 1910 — †29 февраля 1912)
- Константин (Койдакис) (8 марта 1912 — 7 октября 1924)
- Стефан (Динидис) (с 13 марта 2011)